# Vaso di fiori (van Huysum)
Vaso di Fiori è un dipinto dell'artista olandese Jan van Huysum. Il dipinto è una natura morta e ritrae un vaso di fiori. Fu rubato nel 1944 e restituito solo nel 2019.

## Storia

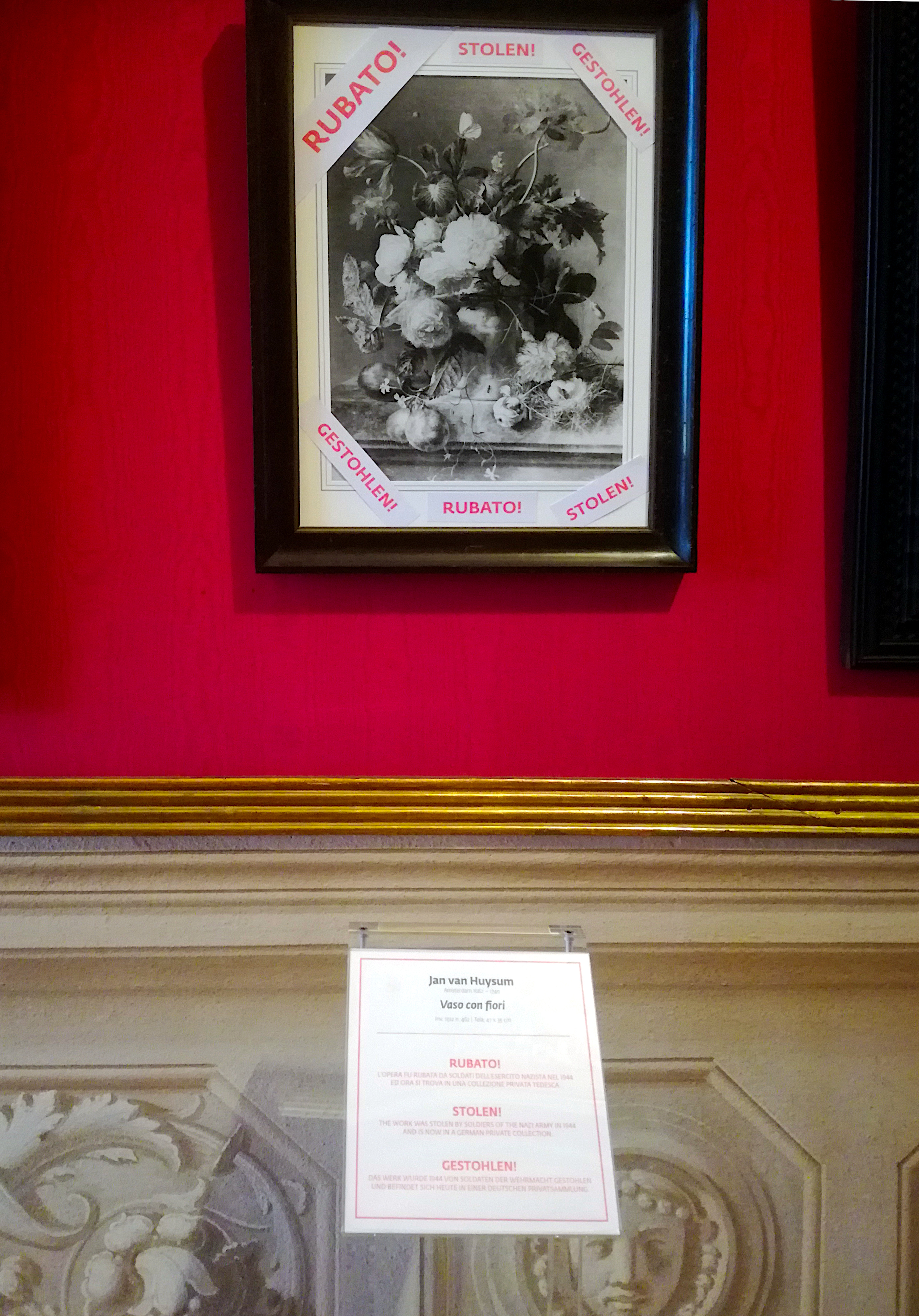
Foto del Vaso di Fiori con la scritta rubato, Galleria Palatina

L'opera era nella collezione degli Uffizi a Firenze fino al suo furto da parte della Wehrmacht nel 1943, a seguito della ritirata dell’occupante tedesco conseguente allo sbarco degli Alleati in Italia nel 1943. Il dipinto era stato acquistato da Leopoldo II, granduca di Toscana per la sua collezione nel 1824.
L'opera è stata ostaggio di una famiglia tedesca, che ha cercato di rivenderla alla galleria attraverso intermediari. Eike Schmidt, il Direttore degli Uffizi, anch’egli tedesco, ha lanciato un appello per la restituzione del dipinto nel gennaio 2019 ed ha appeso al suo posto nella galleria una riproduzione del quadro, con impressa la parola 'rubato' in italiano, tedesco ed inglese. Schmidt ha dichiarato che: "...a causa di questa vicenda ... le ferite della seconda Guerra Mondiale e del terrore nazista non sono ancora rimarginate. ... per la Germania esiste comunque un dovere morale di restituire quest’opera al nostro museo: e mi auguro che lo Stato tedesco possa farlo quanto prima, insieme, ovviamente, ad ogni opera d’arte depredata dall’esercito nazista".
Restituito dopo 75 anni, il 19 luglio 2019. A consegnarlo all'Italia è stato il ministro degli Esteri tedesco Heiko Maas nel corso della cerimonia di restituzione che si è svolta nella Sala bianca di Palazzo Pitti.